# Comparsa (album)
 (juillet 2017).
Si vous disposez d'ouvrages ou d'articles de référence ou si vous connaissez des sites web de qualité traitant du thème abordé ici, merci de compléter l'article en donnant les références utiles à sa vérifiabilité et en les liant à la section « Notes et références ».
Albums de Deep Forest
Boheme
(1995) Made in Japan
(1999)
Singles
1. Madazulu
Sortie : 1997
2. Noonday Sun
Sortie : 7 octobre 1998
3. Media Luna
Sortie : 1998

Comparsa est le quatrième album du duo français Deep Forest, formé d'Éric Mouquet et Michel Sanchez, sorti en 1998, et dont les compositions sont un mélange de musiques du monde, de new age, de musique électronique et d'influences diverses (jazz fusion, rock).
Cet album est une composition de musiques du monde et de sons ethniques, incluant des rythmes cubains, mixés à des instruments électroniques.

## Liste des titres
Toutes les chansons sont écrites et composées par Éric Mouquet et Michel Sanchez, sauf annotation.
| 1.    | Noonday Sun                                                                 | 5:00 |
| 2.    | Green and Blue                                                              | 4:53 |
| 3.    | Madazulu                                                                    | 3:25 |
| 4.    | 1716                                                                        | 1:03 |
| 5.    | Deep Weather                                                                | 4:54 |
| 6.    | Comparsa                                                                    | 4:58 |
| 7.    | Earthquake (Transition 1)                                                   | 0:48 |
| 8.    | Tres Marias                                                                 | 4:55 |
| 9.    | Radio Belize                                                                | 3:59 |
| 10.   | Ekue Ekue                                                                   | 5:21 |
| 11.   | La Lune se bat avec les étoiles (Transition 2)                              | 2:28 |
| 12.   | Forest Power                                                                | 3:49 |
| 13.   | Media Luna (Éric Mouquet, Michel Sanchez, Abed Azrié / chant : Ana Torroja) | 4:32 |
| 50:06 |                                                                             |      |

| Titres bonus - Édition Japon (Epic Records, 14 janvier 1998) | Titres bonus - Édition Japon (Epic Records, 14 janvier 1998) | Titres bonus - Édition Japon (Epic Records, 14 janvier 1998) | Titres bonus - Édition Japon (Epic Records, 14 janvier 1998) | Titres bonus - Édition Japon (Epic Records, 14 janvier 1998) | Titres bonus - Édition Japon (Epic Records, 14 janvier 1998) | Titres bonus - Édition Japon (Epic Records, 14 janvier 1998) | Titres bonus - Édition Japon (Epic Records, 14 janvier 1998) | Titres bonus - Édition Japon (Epic Records, 14 janvier 1998) | Titres bonus - Édition Japon (Epic Records, 14 janvier 1998) |
| No                                                           | Titre                                                        | Durée                                                        |                                                              |                                                              |                                                              |                                                              |                                                              |                                                              |                                                              |
| ------------------------------------------------------------ | ------------------------------------------------------------ | ------------------------------------------------------------ | ------------------------------------------------------------ | ------------------------------------------------------------ | ------------------------------------------------------------ | ------------------------------------------------------------ | ------------------------------------------------------------ | ------------------------------------------------------------ | ------------------------------------------------------------ |
| 14.                                                          | Alexi                                                        | 3:39                                                         |                                                              |                                                              |                                                              |                                                              |                                                              |                                                              |                                                              |
| 15.                                                          | Freedom Cry                                                  | 3:19                                                         |                                                              |                                                              |                                                              |                                                              |                                                              |                                                              |                                                              |
| 57:07                                                        |                                                              |                                                              |                                                              |                                                              |                                                              |                                                              |                                                              |                                                              |                                                              |

| Disque bonus - Édition États-Unis (550 Music, 17 février 1998) | Disque bonus - Édition États-Unis (550 Music, 17 février 1998)       | Disque bonus - Édition États-Unis (550 Music, 17 février 1998) | Disque bonus - Édition États-Unis (550 Music, 17 février 1998) | Disque bonus - Édition États-Unis (550 Music, 17 février 1998) | Disque bonus - Édition États-Unis (550 Music, 17 février 1998) | Disque bonus - Édition États-Unis (550 Music, 17 février 1998) | Disque bonus - Édition États-Unis (550 Music, 17 février 1998) | Disque bonus - Édition États-Unis (550 Music, 17 février 1998) | Disque bonus - Édition États-Unis (550 Music, 17 février 1998) |
| No                                                             | Titre                                                                | Durée                                                          |                                                                |                                                                |                                                                |                                                                |                                                                |                                                                |                                                                |
| -------------------------------------------------------------- | -------------------------------------------------------------------- | -------------------------------------------------------------- | -------------------------------------------------------------- | -------------------------------------------------------------- | -------------------------------------------------------------- | -------------------------------------------------------------- | -------------------------------------------------------------- | -------------------------------------------------------------- | -------------------------------------------------------------- |
| 1.                                                             | Sweet Lullaby (Remix)                                                | 6:10                                                           |                                                                |                                                                |                                                                |                                                                |                                                                |                                                                |                                                                |
| 2.                                                             | Deep Forest (RLP Trance mix)                                         | 8:01                                                           |                                                                |                                                                |                                                                |                                                                |                                                                |                                                                |                                                                |
| 3.                                                             | Marta's Song (Armand's Muslim Moose mix) (remix d'Armand van Helden) | 7:06                                                           |                                                                |                                                                |                                                                |                                                                |                                                                |                                                                |                                                                |
| 4.                                                             | Madazulu (BBE Harmonic club mix)                                     | 8:14                                                           |                                                                |                                                                |                                                                |                                                                |                                                                |                                                                |                                                                |
| 29:31                                                          |                                                                      |                                                                |                                                                |                                                                |                                                                |                                                                |                                                                |                                                                |                                                                |

## Crédits
| - Éric Mouquet : claviers, vocodeur - Michel Sanchez : clavier (Hammond B3), accordéon - Neil Conti : batterie - Jorge Reyes, Oswaldo Hernandez : percussions, flûte, chant - Fred "El Poulpo" Savinien Caprais : percussions - Joe Zawinul : synthétiseur (Korg) - Gilles Cagin : saxophone - Alexis Zayas Rosabai, Franck Benito Francisco, Gino Ceccarelli, Grand Master Lee, Guillermo Crespo, Marcella Lewis, Maria Moraima Varona Caballero, Marie Ceccarelli, Njava, Orlando Puntilla, Roberto Palillo, Wes Madiko : chant - Dozzy Njava, Gabrielle Raharimahala, Monique Rasoarnirina : chant (Njava) | - Production : Deep Forest - Composition, arrangements : Éric Mouquet, Michel Sanchez - Enregistrement, mixage : Andy Scott, Éric Mouquet, Michel Sanchez - Enregistrement (synthétiseur) : Ivan Zawinul - Mastering : Vlado Meller - Management : Annie Ohayon (Annie O, Ltd), Cyril Prieur, Richard Walter (Talent Sorcier) - Design : Guillemette Gobbi, Laurent Edeline (Bronx) - Photographie : Thomas Ruckstuhl, Benoit Teillet, Diaphor, Jean-Christophe Polien, Yan Leuvrey |